# Boejnovo
Boejnovo (Bulgaars: Буйново) is een dorp in het zuiden van Bulgarije. Zij is gelegen in de  gemeente Borino,  oblast Smoljan. Het dorp ligt 32 km ten westen van de regionale hoofdstad Smoljan en 150 km ten zuidoosten van Sofia.

## Bevolking
In de eerste officiële volkstelling van 1934 telde het dorp 353 inwoners. Dit steeg tot een hoogtepunt van 467 inwoners in 1946. Vooral in de 21ste eeuw neemt het inwonersaantal af. Op 31 december 2019 telde het dorp 256 inwoners.
| dorp Boejnovo | 353 | 467 | 394 | 416 | 416 | 407 | 425 | 439 | 362 | 256 |

Van de 362 inwoners reageerden er 341 op de optionele volkstelling van 2011. Van deze 341 respondenten identificeerden 336 personen zichzelf als Bulgaren (98,5%), terwijl 5 personen ondefinieerbaar waren.
Van de 362 inwoners in februari 2011 werden geteld, waren er 39 jonger dan 15 jaar oud (10,8%), gevolgd door 253 personen tussen de 15-64 jaar oud (69,9%) en 70 personen van 65 jaar of ouder (19,3%).